# Perigramma repetita
Perigramma repetita är en fjärilsart som beskrevs av W. Warren 1905. Perigramma repetita ingår i släktet Perigramma och familjen mätare. Inga underarter finns listade i Catalogue of Life.